# Son Dameto

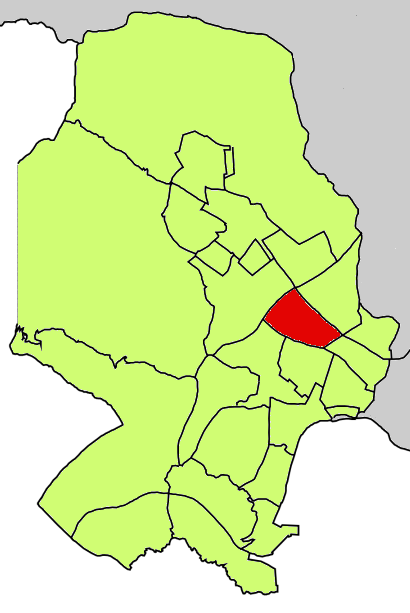
Localització de Son Dameto respecte del Districte de Ponent.

Son Dameto és un barri de la ciutat de Palma dins el districte de Ponent. Es troba rodejat pels barris de Son Espanyolet, Son Dureta, Son Rapinya, Son Cotoner i el Camp d'en Serralta.
L'any 2018 aquest barri arribava a la xifra de 7.799 habitants.
Son Dameto es caracteritza per ser una zona que s'esforça a organitzar esdeveniments i animar un poc la vida del barri amb coses com, per exemple, el mercadet anual que organitza el veïnat.

## Transport públic
Es pot arribar al barri amb les següents línies de l'EMT de Palma:
- Línia 6: Polígon de Llevant-Can Valero
- Línia 7: Son Rapinya-Son Gotleu
- Línia 8: Son Roca
- Línia 29: Circular Son Espases